# Mtiulci
Mtiulci (Mtiuli; gruzijski მთიულები; ruski: Мтиулы), su etnografska skupina gruzijskog naroda, autohtono stanovništvo planinskog područja jugoistočnog Kavkaza u oblasti Mtiuleti.
Mtiuli su nastali u ranom srednjem vijeku. Na kulturu Mtiula uveliko su utjecali srodni Gruzijci, gorštački narodi Pšavi, Gudamakari, Hevsuri, Mohevci, kao i negruzijski Oseti i Inguši. Većina kulture, pjesme i plesovi je planinska gruzijska. Kultura je također bila pod utjecajem kršćanstva, a moral je prilično strog. Mtiuli, kao i svi gorštaci istočne Gruzije: Pšavi, Hevsuri, Mohevci, Gudamakari, Tušini, Mtianeti, od mesnih jela preferiraju janjetinu a rjeđe govedinu.
Govorili su mtiuletskim dijalektom